# Isabel de Portugal i de Lancaster
|  | Aquest article tracta sobre Isabel de Portugal i de Lancaster. Vegeu-ne altres significats a «Isabel de Portugal». |

Isabel de Portugal i de Lancaster, també dita Isabel de Portugal o Isabel d'Avís,(Évora, 1397 - Dijon, 1471) fou infanta de Portugal i duquessa consort de Borgonya (1430-1467).

## Orígens familiars
Nasqué el 21 de febrer de 1397 a Évora sent la únia filla supervivent del rei Joan I de Portugal i de la seva esposa Felipa de Lancaster. Era neta per línia paterna de Pere I de Portugal i Teresa Gille Lourenço, i per línia materna del príncep Joan de Gant i Blanca de Lancaster.
Era la germana, entre d'altres, d'Enric el Navegant, Pere de Portugal i el rei Eduard I de Portugal. Va passar la seva joventut a la cort portuguesa de Lisboa.

## Núpcies i descendents
Es casà el 7 de gener de 1430 a Bruges amb el duc Felip III de Borgonya, esdevenint la tercera esposa d'aquest. D'aquesta unió tingueren tres fills:
- l'infant Antoni de Borgonya (1430-1432, comte de Charolais
- l'infant Josep de Borgonya (1432), comte de Charolais
- l'infant Carles I de Borgonya (1433-1477), duc de Borgonya

Isabel de Portugal era una dona molt refinada i intel·ligent, a qui li agradava estar voltada d'artistes i poetes. Va fundar moltes escoles i va donar impuls a les arts. En el terreny polític, va tenir molta influència sobre el seu fill, però especialment sobre el seu marit, al qual va representar en diverses conferències diplomàtiques. Va morir a Dijon el 17 de desembre de l'any 1471.